# 克利里 (密西西比州)
克利里（英語：Cleary）是位於美國密西西比州蘭金縣的普查規定居民點。

## 歷史
克利里的郵局於1896年設立，其後於1908年停運。

## 人口
根據2020年美國人口普查的數據，克利里的面積為13.24平方千米，當中陸地面積為12.73平方千米，而水域面積為0.52平方千米。當地共有人口1688人，而人口密度為每平方千米127.49人。